# Kansas City Kings 1978-1979
La stagione 1978-79 dei Kansas City Kings fu la 30ª nella NBA per la franchigia.
I Kansas City Kings vinsero la Midwest Division con un record di 48-34. Nei play-off persero la semifinale di conference con i Phoenix Suns (4-1).

## Roster
| N° | Naz.                   | Ruolo | Sportivo           | Anno | Alt. | Peso |
| -- | ---------------------- | ----- | ------------------ | ---- | ---- | ---- |
| 1  | Stati Uniti (bandiera) | G     | Phil Ford          | 1956 | 188  | 79   |
| 10 | Stati Uniti (bandiera) | G     | Otis Birdsong      | 1955 | 191  | 86   |
| 11 | Stati Uniti (bandiera) | AC    | Ron Behagen        | 1951 | 206  | 84   |
| 15 | Stati Uniti (bandiera) | GA    | Scott Wedman       | 1952 | 201  | 98   |
| 16 | Stati Uniti (bandiera) | C     | Tommy Burleson     | 1952 | 218  | 102  |
| 22 | Stati Uniti (bandiera) | GA    | Gus Gerard         | 1953 | 203  | 91   |
| 23 | Stati Uniti (bandiera) | G     | Marlon Redmond     | 1955 | 198  | 85   |
| 25 | Stati Uniti (bandiera) | G     | Billy McKinney     | 1955 | 183  | 73   |
| 30 | Stati Uniti (bandiera) | AC    | Darnell Hillman    | 1949 | 206  | 98   |
| 31 | Stati Uniti (bandiera) | AC    | Richard Washington | 1955 | 211  | 100  |
| 42 | Stati Uniti (bandiera) | G     | Lucius Allen       | 1947 | 188  | 79   |
| 44 | Stati Uniti (bandiera) | C     | Sam Lacey          | 1948 | 208  | 107  |
| 52 | Stati Uniti (bandiera) | A     | Bill Robinzine     | 1953 | 201  | 104  |
| 55 | Stati Uniti (bandiera) | A     | Bob Nash           | 1950 | 203  | 88   |

## Staff tecnico
- Allenatore: Cotton Fitzsimmons
- Vice-allenatore: Frank Hamblen
- Preparatore atletico: Bill Jones